# Campionato di football americano dell'Estremo Oriente 2018
Il campionato di football americano dell'Estremo Oriente 2018 è la 4ª edizione del campionato di football americano di primo livello, che raggruppa squadre provenienti dal Circondario federale dell'Estremo Oriente.

## Squadre partecipanti
| Club                   | Città                | Stadio | Sponsor ufficiale |
| ---------------------- | -------------------- | ------ | ----------------- |
| Khabarovsk Legio 27    | Chabarovsk           |        |                   |
| Steel Wings Komsomolsk | Komsomol'sk-na-Amure |        |                   |
| Vladivostok Wildpandas | Vladivostok          |        |                   |
| Yakutian Boturs        | Jakutsk              |        |                   |

## Calendario

### Preliminari
| Chabarovsk 14 settembre 2018 | Khabarovsk Legio 27 | 15 – 0 | Yakutian Boturs |  |

| Chabarovsk 14 settembre 2018 | Steel Wings Komsomolsk | 14 – 52 | Vladivostok Wildpandas |  |

| Chabarovsk 15 settembre 2018 | Khabarovsk Legio 27 | 20 – 7 | Steel Wings Komsomolsk |  |

| Chabarovsk 15 settembre 2018 | Vladivostok Wildpandas | 40 – 14 | Yakutian Boturs |  |

### Finale 3º - 4º posto
| Chabarovsk 16 settembre 2018 | Steel Wings Komsomolsk | 34 – 0 | Yakutian Boturs |  |

### IV Finale
| Chabarovsk 16 settembre 2018 | Khabarovsk Legio 27 | 27 – 22 | Vladivostok Wildpandas |  |

## Verdetti
- Khabarovsk Legio 27 Campioni dell'Estremo Oriente 2018